# Terzo periodo
Il terzo periodo è un concetto ideologico adottato dall'Internazionale Comunista (Comintern) al suo VI Congresso, tenutosi a Mosca nell'estate del 1928.
Secondo l'analisi economica e politica del capitalismo mondiale elaborata dal Comintern, la storia recente poteva essere suddivisa in tre periodi. Il "primo periodo" era seguito alla prima guerra mondiale e aveva visto la diffusione nel mondo di fermenti rivoluzionari culminati al di fuori della Russia nella sconfitta della classe operaia. Il "secondo periodo" era stato segnato dal consolidamento capitalista per la maggior parte degli anni venti. Nel 1928 sarebbe iniziata una nuova fase dell'economia mondiale, il "terzo periodo", caratterizzato da una diffusa crisi economica e da una radicalizzazione della classe operaia. Secondo il Comintern, questo contrasto economico e politico avrebbe reso ancora una volta maturi i tempi per la rivoluzione proletaria se la guida politica fosse stata rigidamente mantenuta dai partiti comunisti in quanto avanguardie del proletariato.
La politica comunista durante il terzo periodo fu caratterizzata da una pronunciata ostilità verso il riformismo politico, definito "socialfascismo" e considerato un ostacolo alla realizzazione degli obiettivi rivoluzionari del movimento operaio. In ambito sindacale, durante il terzo periodo si puntò sull'istituzione di nuovi sindacati sotto il controllo dei partiti comunisti, abbandonando la precedente politica mirante a radicalizzare i sindacati esistenti infiltrandosi al loro interno.
L'ascesa al potere del partito nazista in Germania nel gennaio 1933 e il conseguente annientamento del locale partito comunista scioccarono il Comintern inducendolo a rivedere la linea del terzo periodo. Dal 1934 iniziarono a formarsi nuove alleanze sotto l'egida dei cosiddetti "fronti popolari", secondo una politica che fu ufficialmente adottata dal VII Congresso dell'Internazionale Comunista nell'estate 1935. Secondo Robert Paris, un'altra causa del mutamento della politica del Comintern, «troppo sovente sottovalutata dagli storici di questo periodo», fu l'inizio del mandato presidenziale di Franklin Delano Roosevelt negli Stati Uniti nel marzo 1933 e l'inaugurazione del New Deal.